# KK Metalac Valjevo
El Vujic Metalac es un equipo de baloncesto serbio con sede en la ciudad de Valjevo, que compite en la Košarkaška Liga Srbije, la máxima competición de su país. Disputa sus partidos en el Valjevo Sport Hall, con capacidad para 2.500 espectadores. 

## Posiciones en liga
- 1994 - (A)
- 2006 - (D2)
- 2007 - (8-1B)
- 2008 - (2-B)
- 2009 - (8-A)
- 2010 - (6)
- 2011 - (6)
- 2012 - (15)
- 2013 - (6)

## Posiciones en Liga Balcánica
- 2010 - (2-A)

## Palmarés

### Club
- 1B:
  - Subcampeón (1): 2007-2008

- Liga Balcánica:
  - Cuartos de Final (1): 2009-2010

## Plantilla 2013-2014

### Jugadores Célebres
- Stefan Birčević
- Zlatko Bolić
- Petar Božić
- Duško Bunić
- Mile Ilić
- Marko Ljubičić
- Aleksandar Mitrović
- Stefan Sinovec
- Jovan Teodosić
- Kimani Ffriend
- Ivan Maraš
- Harry Ezenibe
- Reggie Freeman
- Slavko Vraneš